# هیکاری هینوئید
هیکاری هینوئید (انگلیسی: Hikari Hino؛ زاده ۷ مارس ۱۹۸۶) یک بازیگر پورنوگرافی اهل ژاپن است. 